# Солњице
Солњице (чеш. Solnice) град је у Чешкој Републици. Град се налази у управној јединици Краловехрадечки крај, у оквиру којег припада округу Рихнов на Књежној.

## Становништво
Према подацима о броју становника из 2014. године град је имао 2.208 становника.